# Клусс, Валентин
Валентин Клусс (нем. Valentin Kluss (по-другому фамилия произносится как Kluß); род. 25 мая 2007, Бад-Мергентхайм, Германия) — немецкий автогонщик. В сезоне 2024 года выступает в серии Еврокубок-3 за команду Campos Racing.

## Карьера

### Картинг
Клусс начал участвовать в региональных соревнованиях в возрасте шести лет после того, как отец купил ему карт после выполнения своего требования побить рекорд времени круга на местной трассе более чем на секунду. После победы в Кубке по картингу в своей федеральной земле Баден-Вюртемберг в 2017 году за команду ACV Kart Nationals в том же году Клусс перешёл в национальные соревнования, заняв третье место в Rotax Max Challenge Germany в 2018 году. Следующие три года он проведёт в категории юниоров, где он выиграл Rotax Max Challenge в 2020 году, обеспечив себе титул за пять гонок до финиша и ADAC Kart Masters в 2021 году, оба в классе юниоров.

### Формула-4
Пройдя тесты в Формуле-4 за команду Teo Martín Motorsport в Арагоне и на Хоккенхаймринге за команду Mücke Motorsport, Клусс в сезоне 2022 года перешёл в формульные гонки. Клусс выступал за команду PHM Racing в чемпионате ADAC Формулы-4, а также был отдан в аренду команде Jenzer Motorsport в Итальянской Формуле-4. Из-за своего возраста Клусс дебютировал только во втором этапе Итальянской Формулы-4, где сразу же набрал своё первое очко в зачёте новичков. В ADAC Формуле-4 Клусс набрал очки в дебютном гонке в Зандворте, хотя два столкновения привели к двум сходам на следующий день. Ещё больше очков Валентин завоевал на Нюрбургринге, прежде чем Клусс впервые в истории поднялся на подиум на формульных гонках во время третьей гонки на Лаузицринге, опередив Расмуса Йоутсимиса на финише на три тысячных секунды.
В сезоне 2023 года Клусс остался в PHM Racing, чтобы участвовать в чемпионате Формулы-4 ОАЭ и Итальянской Формуле-4. Он закончил сезон на десятом месте в чемпионате Формулы-4 ОАЭ и на 15-м — в Итальянской Формуле-4. В сезоне 2023 года Клусс также выступал в этапе Испанской Формулы-4 в Эшториле за команду MP Motorsport.

### Региональная Формула
В октябре 2023 года Клусс выступил в финальном этапе Регионального европейского чемпионата Формулы на Хоккенхаймринге за команду Monolite Racing.
В сезоне 2024 года Клусс дебютировал на постоянной основе в серии Еврокубок-3 за команду Campos Racing.